# Michael Kronberger der Ältere
Michael Kronberger der Ältere war ein leitender kursächsischer Beamter und Rittergutsbesitzer. Er stand  zunächst als Amtsschösser dem Amt Freiberg im Erzgebirge vor und wechselte 1582 als Amtsschösser nach Dresden.

## Leben und Wirken
Die Biografie von Michael Kronberger ist nur wenig erforscht. Er war 21 Jahre lang Amtsschösser in der Bergstadt Freiberg, wo er zugleich auch die Aufsicht über das Freiberger Jungfrauenkloster übernahm. 1582 gab er das Amt des Schössers in Freiberg an seinen gleichnamigen Sohn (Michael Kronberger der Jüngere) und zog in die sächsische Residenzstadt Dresden, wo er noch einige Jahre als Amtsschösser wirkte. 1593 nahm er beispielsweise das Inventar über die Instrumente, welche zuvor dem kursächsischen Hoforganisten Christoph Walther in Verwahrung gegeben worden waren und nach dessen Tod dem neuen Hoforganisten August Nörmiger übergeben worden sind, auf.
1588 erwarb Kronberger das Rittergut Waltersdorf bei Freiberg, das er 1596 an Rudolph von Mordeisen verkaufte.